# Inge Eriksen
Inge Eriksen (Skørping, 22 de octubre de 1935-13 de marzo de 2015) fue una escritora, poetisa y profesora danesa adscrita a los géneros de la ciencia ficción y fantasía.
Se graduó en la ciudad de Aalborg y se trasladó en 1962 a Copenhague, hasta 1972 fue una activista política: primero en la agrupación estudiantil Studentersamfundet donde ocupó el cargo de secretaria internacional desde mediados de la década de 1960 hasta su disolución en mayo de 1968.

## Obras
- Kællinger i Danmark (1975).
- Victoria och världsrevolutionen (1977).
- Fågelträdet (1980).
- Sidenhavet (1983).
- Fuga för en stum nomad (1985).
- Tørvegraverne (1997).
- De rumænske bøfler (1999).
- Citrontræet (2003).
- En kvinde med hat (2005).